# Георги Ивановски
Георги Ивановски (на македонска литературна норма: Георги Ивановски) е югославски комунистически партизанин и политик от Социалистическа република Македония.

## Биография
Роден е на 25 октомври 1913 година в ресенското село Подмочани, току-що анексирано от Кралство Сърбия. В 1939 година става член на Югославската комунистическа партия, а в 1944 година се присъединява към започналата комунистическа съпротива. Завършва група педагогика във Философски факултет. Делегат е на Първото и Второто заседание на АСНОМ.
След войната е избран е за депутат в Учредително събрание на Народна република Македония. Секретар е на комисията за кооперациите при Правителството на Народна република Македония и началник на отделение в Главния кооперативен съюз на НРМ и отговорен редактор на вестника „Народна задруга“. Подпредседател е на дружеството на педагозите на Социалистическа република Македония. Работи в Института за развитие на учебното дело. Автор е на учебници за началния курс.